# Geisa Arcanjo
Geisa Rafaela Arcanjo (* 19. September 1991 in São Roque) ist eine brasilianische Leichtathletin, die sich auf das Kugelstoßen spezialisiert hat, aber auch im Diskuswurf an den Start geht.

## Sportliche Laufbahn
Erste internationale Erfahrungen sammelte Geisa Arcanjo im Jahr 2007, als sie bei den Jugendweltmeisterschaften in Ostrava im Diskuswurf mit 38,09 m in der Qualifikation ausschied. Im Jahr darauf siegte sie bei den Jugendsüdamerikameisterschaften in Lima mit 14,22 m die Goldmedaille im Kugelstoßen und gewann mit dem Diskus mit 43,23 m die Silbermedaille. 2009 siegte sie dann auch bei den Juniorensüdamerikameisterschaften in São Paulo mit 15,30 m im Kugelstoßen und gewann mit 48,18 m die Silbermedaille im Diskusbewerb. Anschließend sicherte sie sich bei den Panamerikanischen Juniorenmeisterschaften in Port of Spain mit 15,69 m die Bronzemedaille im Kugelstoßen und wurde mit dem Diskus mit 46,01 m Vierte. Im Jahr darauf belegte sie bei den U23-Südamerikameisterschaften, die im Zuge der Südamerikaspiele in Medellín ausgetragen wurden mit 14,16 m den fünften Platz und erreichte anschließend bei den Ibero-Amerikanischen Meisterschaften in San Fernando mit 16,10 m Rang vier. Bei den Juniorenweltmeisterschaften in Moncton gewann sie ursprünglich die Goldmedaille, wurde aber anschließend auf die verbotene Substanz Hydrochlorothiazid getestet und daraufhin für ein Jahr gesperrt und die Goldmedaille aberkannt.
2012 siegte sie dann bei den Ibero-Amerikanischen Meisterschaften in Barquisimeto mit einer Weite von 18,84 m und qualifizierte sich damit für die Teilnahme an den Olympischen Spielen in London, bei denen sie mit 19,02 m im Finale den siebten Platz belegte. Anschließend siegte sie dann bei den U23-Südamerikameisterschaften in São Paulo mit einem Stoß auf 18,43 m. Im Jahr darauf nahm sie dann erstmals an den Südamerikameisterschaften in Cartagena teil und gewann dort auf Anhieb mit 18,27 m die Goldmedaille. Sie qualifizierte sich damit auch für die Weltmeisterschaften in Moskau, bei denen sie aber mit 17,55 m den Finaleinzug verpasste. Zwei Jahre später verteidigte sie bei den Südamerikameisterschaften in Lima mit 17,76 m ihren Titel im Kugelstoßen und belegte anschließend bei den Panamerikanischen Spielen in Toronto mit 17,18 m den neunten Platz. Bei den Weltmeisterschaften in Peking schied sie mit 17,42 m hingegen erneut in der Qualifikation aus.
2016 gewann sie bei den Ibero-Amerikanischen Meisterschaften in Rio de Janeiro mit 17,92 m die Silbermedaille hinter der Venezolanerin Ahymará Espinoza und erreichte anschließend bei den Olympischen Spielen ebendort das Finale, in dem sie mit 18,16 m auf Rang neun landete. Im Jahr darauf gewann sie bei den Südamerikameisterschaften in Luque mit 18,06 m ihre dritte Goldmedaille in Folge und wurde anschließend bei den Weltmeisterschaften in London mit 18,03 m im Finale Neunte. 2018 gewann sie bei den Südamerikaspielen in Cochabamba mit 17,30 m die Silbermedaille hinter der Venezolanerin Espinoza. Daraufhin siegte sie zudem bei den Ibero-Amerikanischen Meisterschaften in Trujillo mit einer Weite von 18,10 m. 2019 gewann sie bei den Südamerikameisterschaften in Lima mit 17,16 m die Silbermedaille hinter Espinoza und schied anschließend bei den Weltmeisterschaften in Doha mit 17,45 m in der Qualifikation aus. Ende Oktober klassierte sie sich dann bei den Militärweltspielen in Wuhan mit 16,50 m auf dem siebten Platz. 2020 siegte sie bei den erstmals ausgetragenen Hallensüdamerikameisterschaften in Cochabamba mit einem Stoß auf 17,09 m. Im Jahr darauf nahm sie erneut an den Olympischen Spielen in Tokio teil und schied dort mit 16,46 m in der Vorrunde aus.
In den Jahren 2012 und 2013 sowie von 2017 bis 2020 wurde Arcanjo brasilianische Meisterin im Kugelstoßen.

## Persönliche Bestleistungen
- Kugelstoßen: 19,02 m, 6. August 2012 in London
  - Kugelstoßen (Halle): 17,09 m, 1. Februar 2020 in Cochabamba
- Diskuswurf: 53,30 m, 1. Mai 2010 in São Paulo